# Daniel Kukla
Daniel Mariusz Kukla – polski pedagog, dr hab. nauk społecznych, profesor nadzwyczajny i kierownik Katedry Badań nad Edukacją Wydziału Nauk Społecznych Uniwersytetu Humanistyczno-Przyrodniczego im. Jana Długosza w Częstochowie.

## Życiorys
19 kwietnia 2007 obronił pracę doktorską Kompetencje komunikacyjne przyszłych pedagogów, 25 lutego 2015 habilitował się na podstawie oceny dorobku naukowego i pracy zatytułowanej Praca w obszarze wartości młodzieży studiującej wobec przemian rynku pracy. Objął funkcję profesora nadzwyczajnego i kierownika w Katedrze Badań nad Edukacją na Wydziale Nauk Społecznych Uniwersytetu Humanistyczno-Przyrodniczego im. Jana Długosza w Częstochowie.
Piastował stanowisko prodziekana na Wydziale Pedagogicznym Uniwersytetu Humanistyczno-Przyrodniczego im. Jana Długosza w Częstochowie.

## Publikacje
- 2005: Podstawowe środowiska prowadzące wstępną preorientację i orientację zawodową młodego człowieka - grupa rówiesnicza i środki masowego przekazu[1]
- 2007: Kompetencje komunikacyjne i informacyjne w pracy doradcy zawodowego[1]
- 2007: Professional preparation of future job advisors and challenges of the contemporary labour market[1]
- 2009: Edukacja ustawiczna i jej rola w pracy współczesnego pedagoga[1]
- 2009: Społeczne oczekiwania wobec doradców zawodowych[1]